# Biřkov

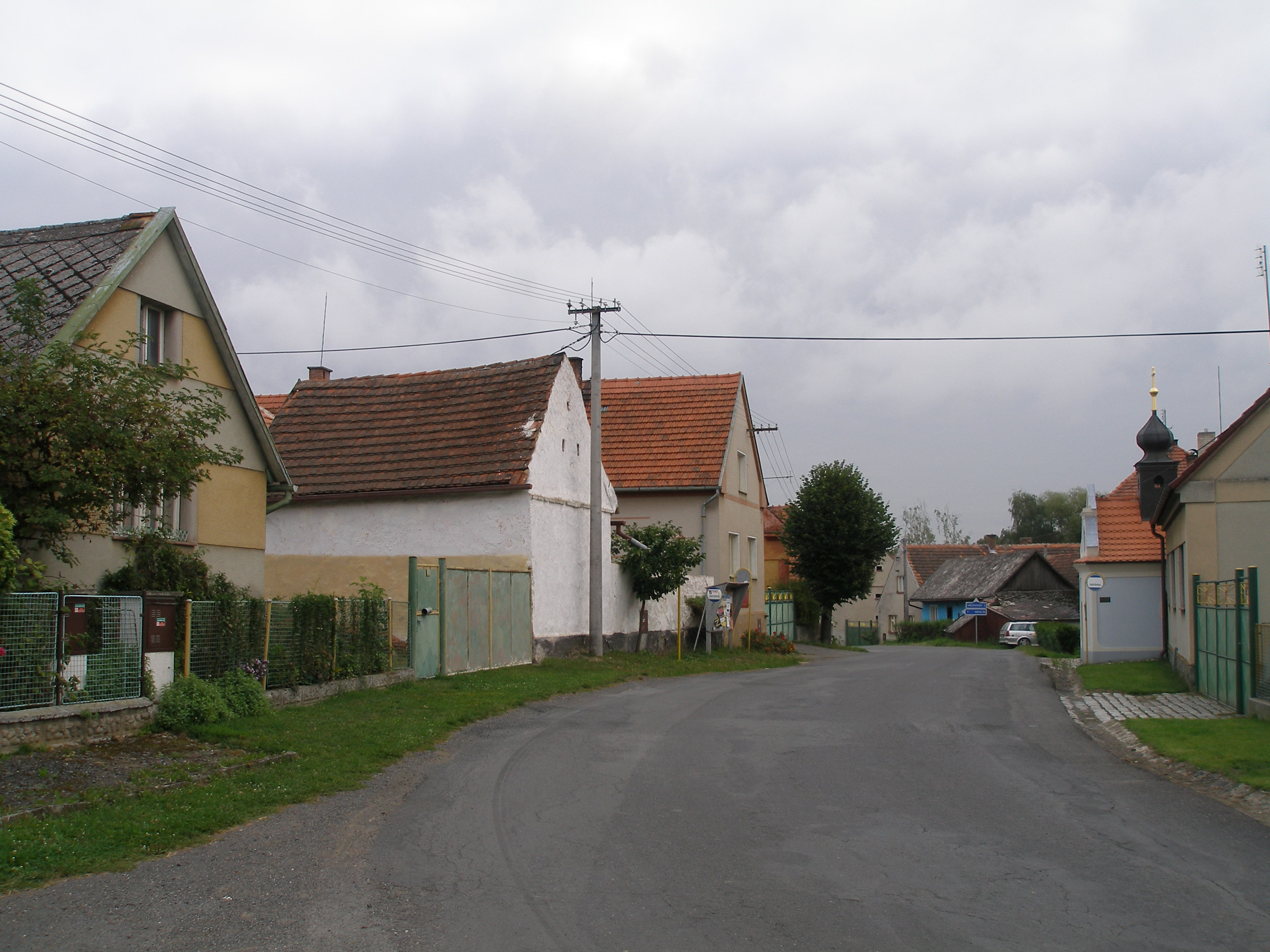
Hauptstraße in Birkov

Biřkov (deutsch Birschkau, früher Birzkau) ist eine Gemeinde in Tschechien. Sie liegt 15 Kilometer nördlich von Klatovy und gehört zum Okres Klatovy.

## Geographie
Biřkov befindet sich im Schwihauer Bergland (Švihovská vrchovina) am Bach Biřkovský potok.
Nördlich erhebt sich der Dubí (488 m), im Osten der Ostrý vrch (495 m) und die Stříbrnice (540 m), südöstlich die Kněžhora (492 m), im Südwesten der Zderaz (466 m) sowie westlich die Spáleniště (479 m).
Nachbarorte sind Bolkov und Roupov im Norden, Dlouhá Louka und Vřeskovice im Nordosten, Borovy, Hůrka und Jíno im Osten, Červené Poříčí, Lhovice, Švihov und Mezihoří im Südosten, Ježovy, Trnčí und Kámen im Süden, Zderaz, Křenice und Strýčkovice im Südwesten, Hora und Újezdec im Westen sowie Ptenín, Kloušov und Merklín im Nordwesten.

## Geschichte
Bei Biřkov befand sich im 13. Jahrhundert eine Feste der Herren von Drslavice. Erstmals schriftlich erwähnt wurde das Dorf im Jahre 1245, als Königin Kunigunde ihre Zustimmung zum Verkauf von Přeštice durch Břetislav von Biřkov gab. Im Jahre 1275 wurde das Dorf als Bierkov und 1339 als Birzkow bezeichnet. Die Vladiken Biřkovský von Biřkov hielten die Feste bis 1379, danach wechselten sich verschiedene Kleinadelige als Besitzer ab. 1485 erwarb Jan von Roupov das Gut Biřkov und schloss es an Roupov an. Damit verlor die Feste ihre Bedeutung als Herrensitz und verfiel. Als die Herrschaft Roupov 1607 an Johann von Klenau verkauft wurde, ist sie als wüst aufgeführt. Im Laufe der Zeit wurde das Dorf als Byrzkow, Bierzkow, Bieržkov bzw. Birschkau bezeichnet.
Nach der Aufhebung der Patrimonialherrschaften bildete Biřkov ab 1850 mit dem Ortsteil Zderaz eine Gemeinde im Gerichtsbezirk Přestitz. Ab 1868 gehörte die Gemeinde zum Bezirk Přestitz. Zum Ende des 19. Jahrhunderts lebten in den 34 Häusern des Dorfes 230 Personen.
Im Zuge der Gemeindegebietsreform wurde Biřkov 1961 nach Křenice eingemeindet und dem Okres Klatovy zugeordnet. Seit dem 1. Jänner 1992 bildet Biřkov wieder eine eigene Gemeinde.

## Gemeindegliederung
Die Gemeinde Biřkov besteht aus den Ortsteilen Biřkov (Birschkau) und Zderaz (Zderas).

## Sehenswürdigkeiten
- Kapelle in Biřkov
- Archäologische Fundstätte Na Tvrzi am Standort der ehemaligen Feste
- Hügelgrab im Wald Zderaz